# Teleférico del Teide
El teleférico del Teide se encuentra en el parque nacional del Teide en Tenerife (Canarias), siendo el teleférico más alto de España. Asciende desde la estación base, situada a 2356 m s. n. m. en la falda del Teide, hasta la estación de La Rambleta a 3555 m s. n. m. y a tan solo 163 m de la cima del volcán, salvando un desnivel de 1199 m. El recorrido, de 2482 metros, dura entre ocho y diez minutos a una velocidad máxima de 8 m/s. Las cabinas tienen capacidad para 44 personas.

## Historia
La historia del teleférico se inicia en 1929, cuando el abogado Andrés de Arroyo González de Chávez, inspirado en los funiculares alemanes de la región de Zugspitze, proyecta la construcción de un funicular en el Teide, costeando todos los gastos. El proyecto sería redactado por el ingeniero de caminos José Ochoa Benjumea en 1930, tras realizar diferentes estudios en Suiza, el Tirol austriaco y Alemania. Tras muchos años de gestiones al más alto nivel y modificaciones del proyecto inicial, la Sociedad Teleférico al Pico Teide, creada el 15 de octubre de 1959 para la explotación de un servicio de teleférico, logra permutar con el Ayuntamiento de La Orotava los terrenos necesarios para la construcción a cambio de una escuela ya construida en Aguamansa y unos 800 m² de terreno.
Las obras de construcción comenzaron en abril de 1962 y su sistema es del tipo funicular aéreo dividido en dos secciones. La primera sección enlazaba la Montaña Majúa con Montaña Fría con dos cabinas de vaivén y capacidad de 35 pasajeros. Desde la estación de Montaña Fría, partiría la segunda sección con un sistema de cabina única con capacidad para 15 pasajeros, que alcanzaría finalmente la estación terminal. Este proyecto fue finalmente inaugurado el 18 de julio de 1971, y el 2 de agosto de este mismo año comenzó a funcionar.
En el año 2007, se acometieron obras de renovación de sus instalaciones, sustituyendo las cabinas por unas nuevas con un diseño más moderno y aerodinámico. Adicionalmente, se sustituyeron varias de sus torres de suspensión por otras más modernas, seguras y estables y que son más respetuosas con el entorno.
En los 33 años de funcionamiento (hasta 2019), el teleférico ha tenido dos averías que retuvieron a pasajeros en las cabinas: 60 personas en las cabinas del teleférico durante dos horas el 15 de marzo de 2017, y 34 personas durante una hora el 18 de agosto de 2018.

## Estructura empresarial
Actualmente la instalación está operada por Teleférico del Pico de Teide, una sociedad anónima creada en agosto de 1971 de la que el Cabildo de Tenerife posee el 49,44 % de las acciones (dato de 2008). La concesión del teleférico termina en el año 2037. Teleférico tiene 45 trabajadores en plantilla, su gerente es Ignacio Sabaté y el presidente de su consejo de administración es Carlos Alonso (datos de 2017).
En 2013, El Teleférico constituyó la sociedad Volcano Life, S.L. como intermediador turístico. Volcano Life, tiene un plantilla de unos 40 trabajadores (dato de 2017) y nace la marca registrada Volcano Teide Experience, con el objetivo de promover y potenciar un acercamiento respetuoso, divulgativo, seguro y ameno al Teide.

## Estructura
El teleférico tiene actualmente dos estaciones. La estación base está a unos 2356 metros (7730 pies) y es accesible desde automóvil. Esta estación, cuenta con unos 220 aparcamientos, tiene un bar, restaurante y una tienda de recuerdos.
Cada cabina tiene capacidad para un máximo de 44 personas y la duración del viaje es de unos ocho minutos. Los cables que transportan las cabinas están soportados por cuatro torres, dos en la estación base y otra en la estación superior.
La estación superior está en La Rambleta a unos 3555 metros (11 663 pies) sobre el nivel del mar, y tiene el teléfono público más alto de España. La Rambleta tiene vistas de las Siete Cañadas y el Valle de Ucanca. Los senderos de esta estación superior conducen al mirador de Pico Viejo, que está orientado al sur, siendo esta una visita guiada con vistas a La Gomera, El Hierro y La Palma. También hay acceso restringido al cráter superior del Teide, que es el pico más alto de España, con una altitud de unos 3718 metros (12 198 pies) sobre el nivel del mar. 

## Galería

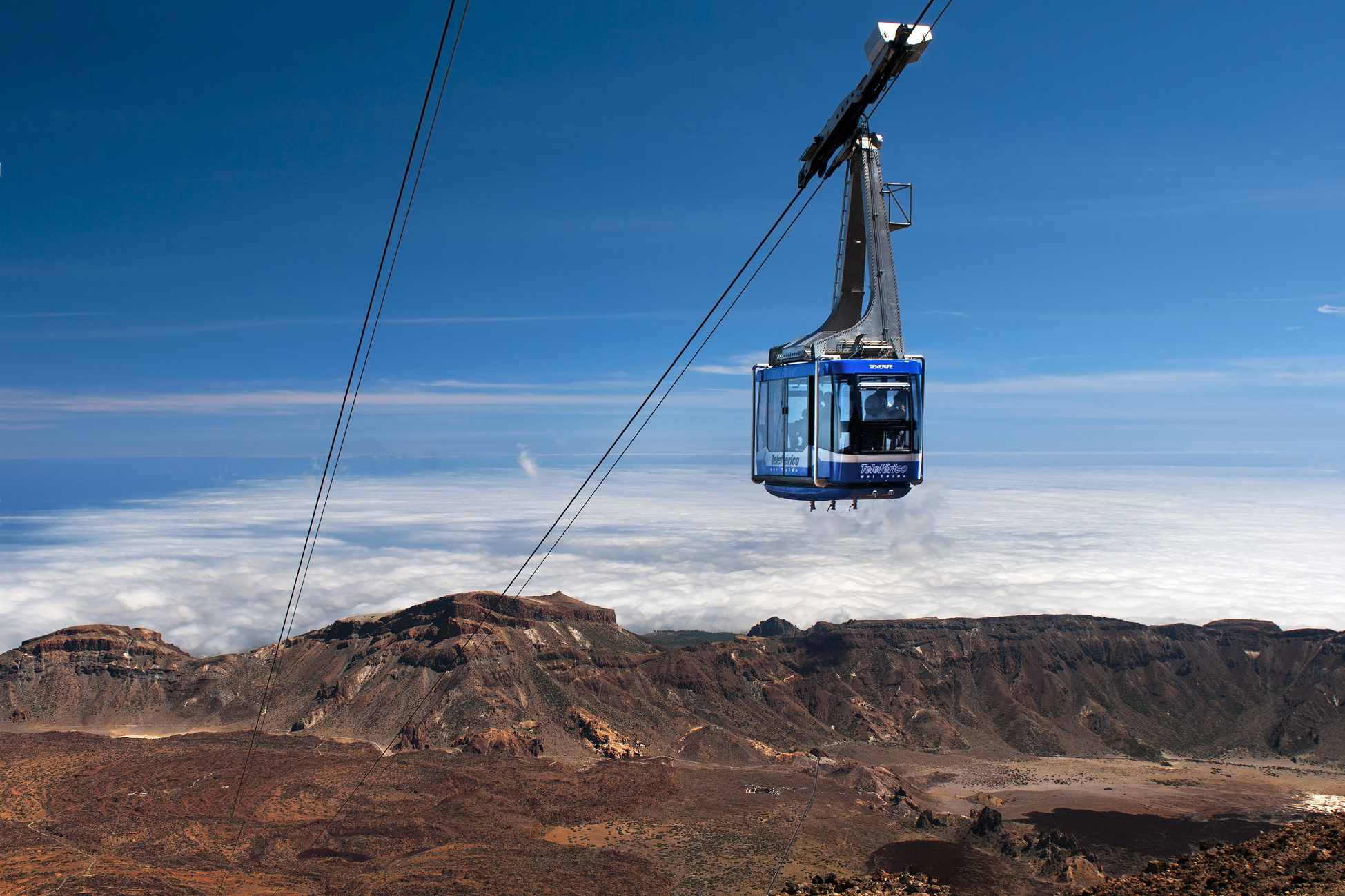
Cabina del teleférico.
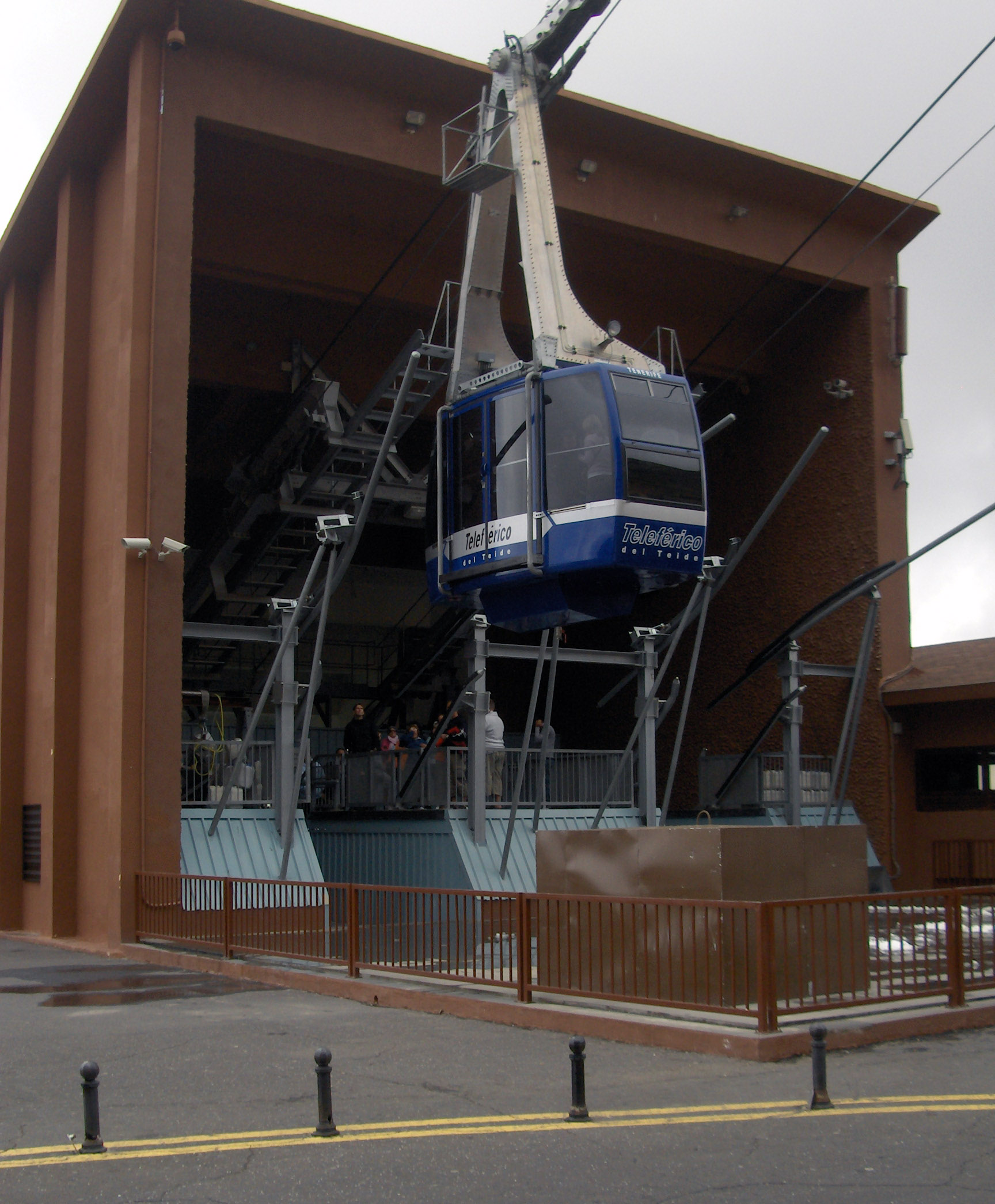
Estación base.
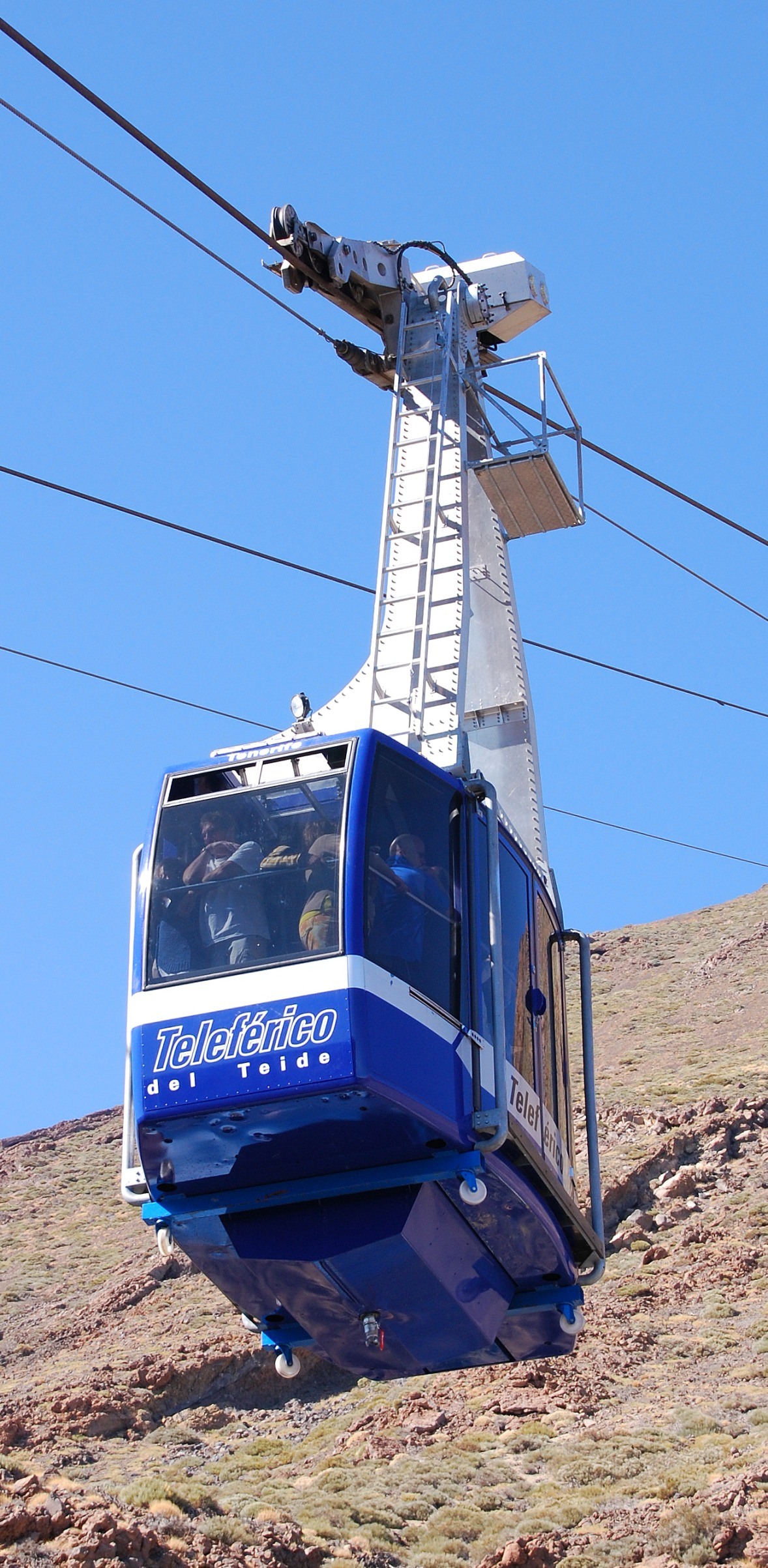
Cabina.
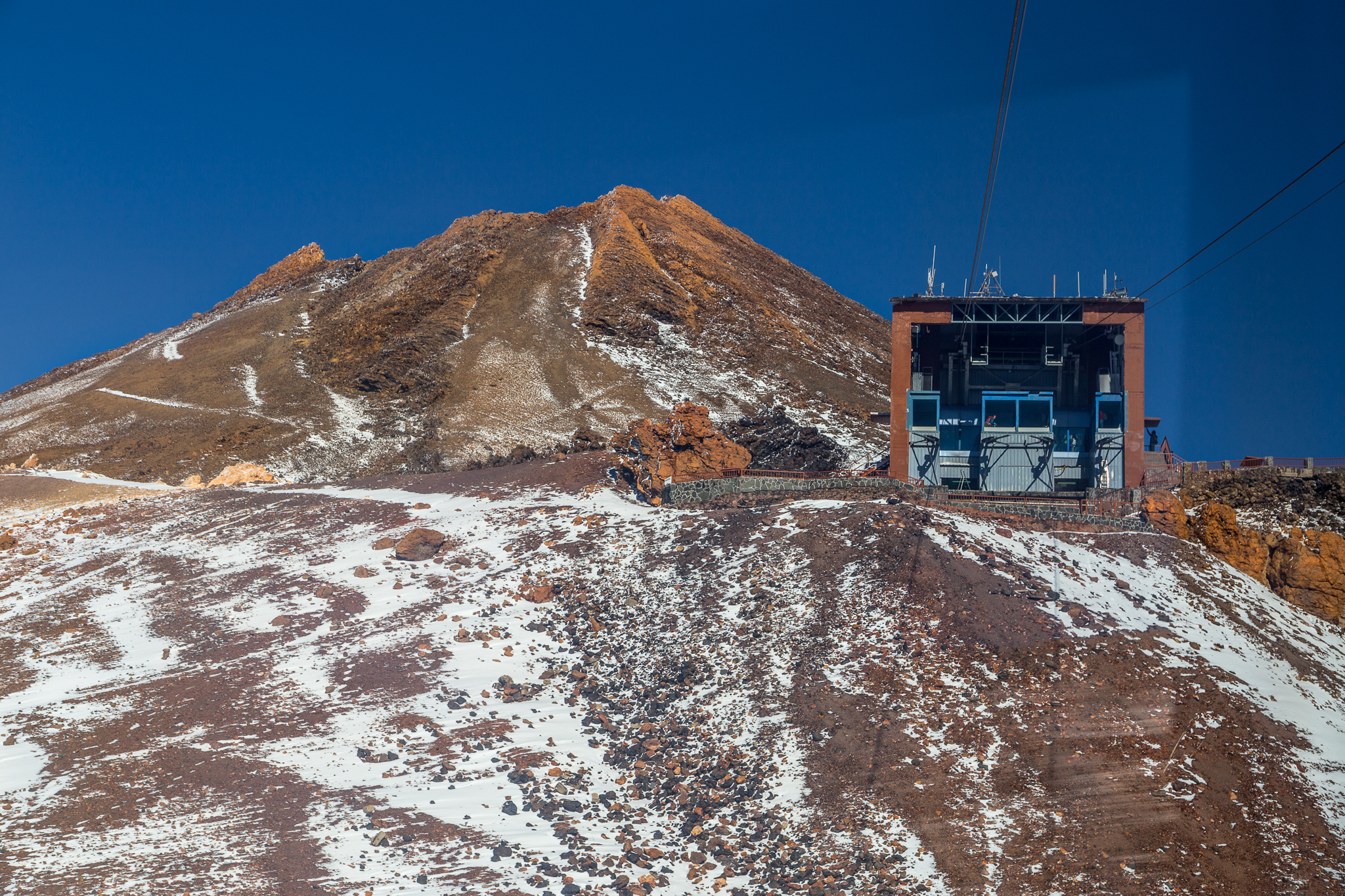
Estación de La Rambleta.
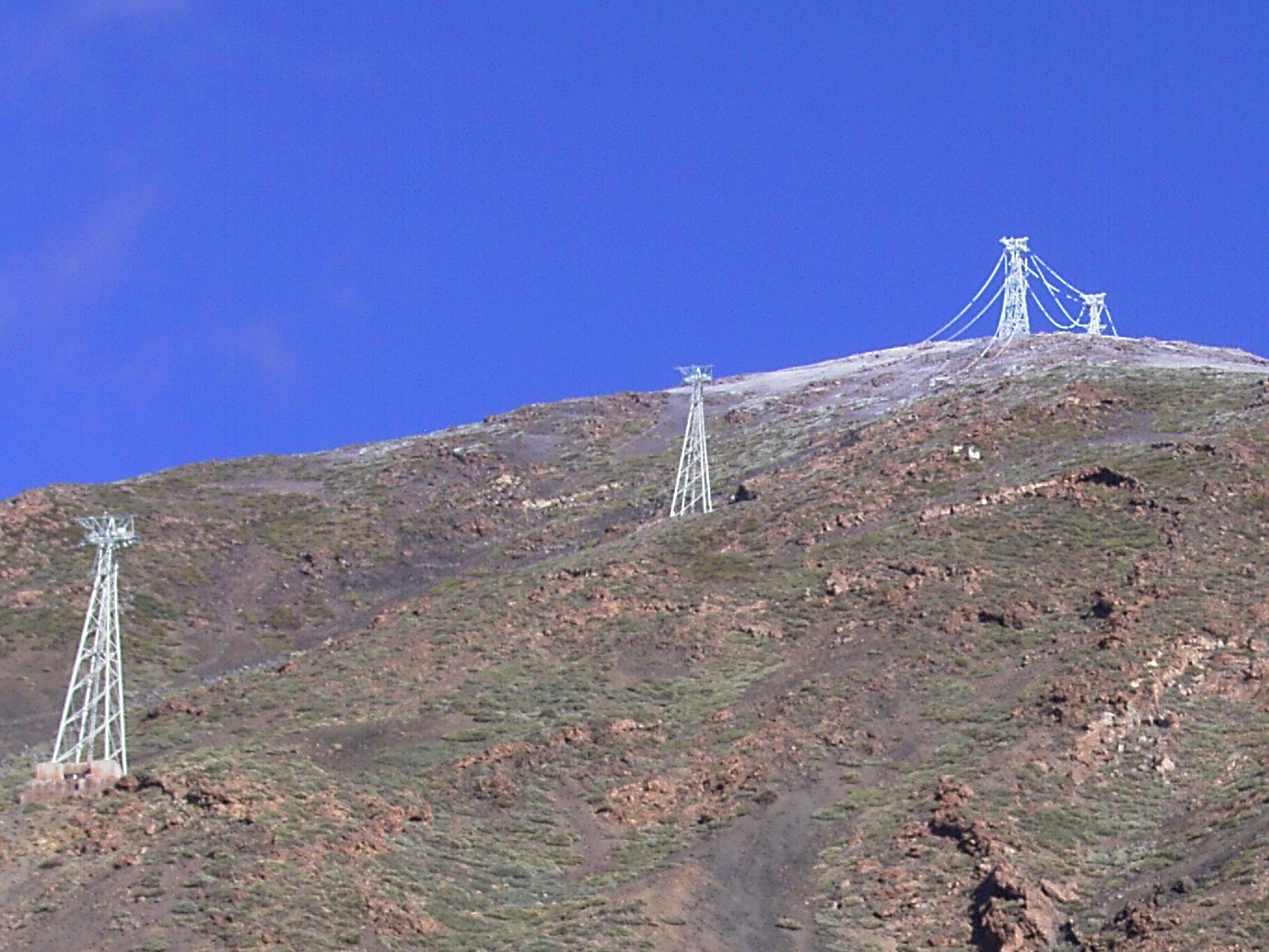
Torres que sostienen el cableado.
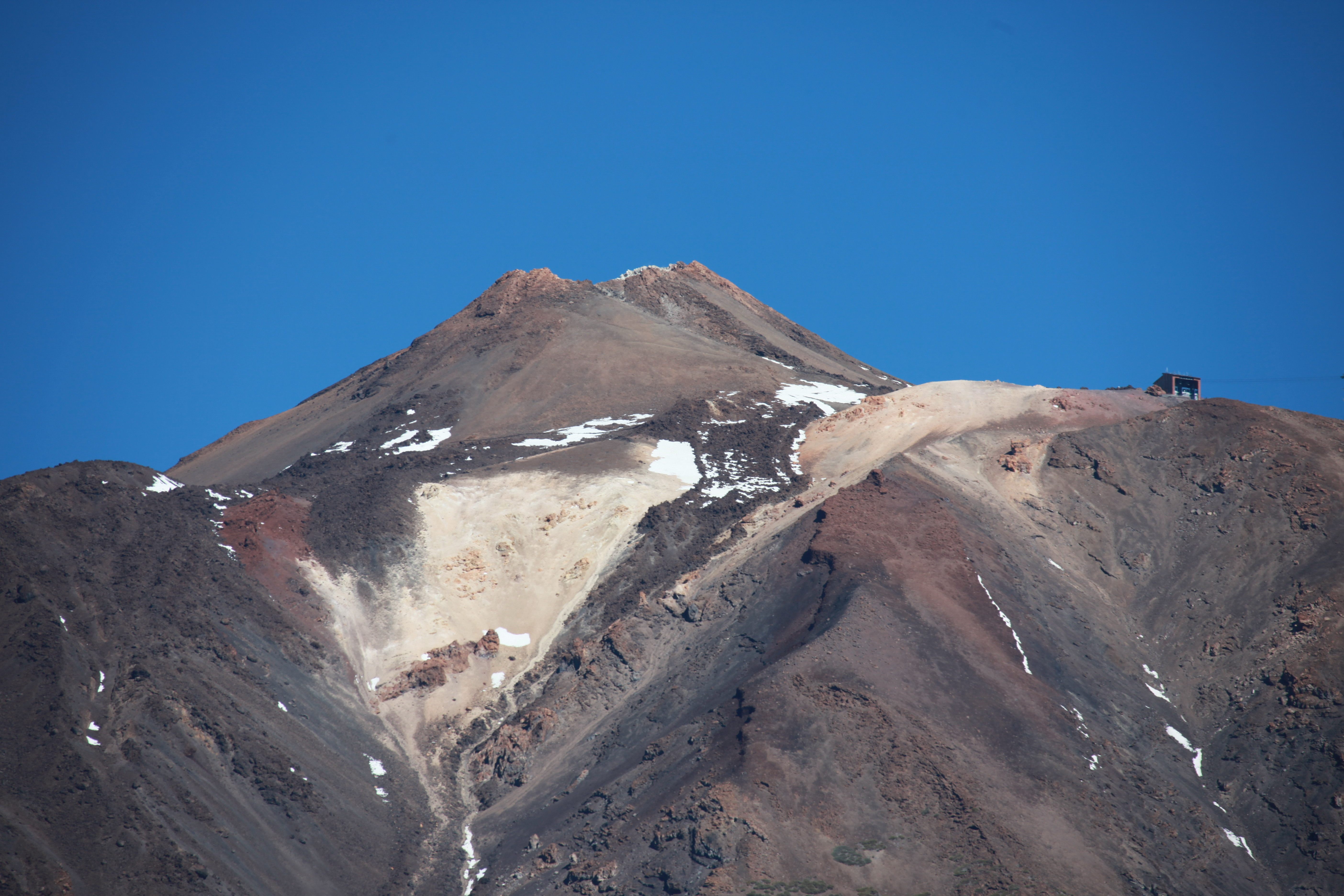
Pico del Teide. A la derecha: estación de La Rambleta.
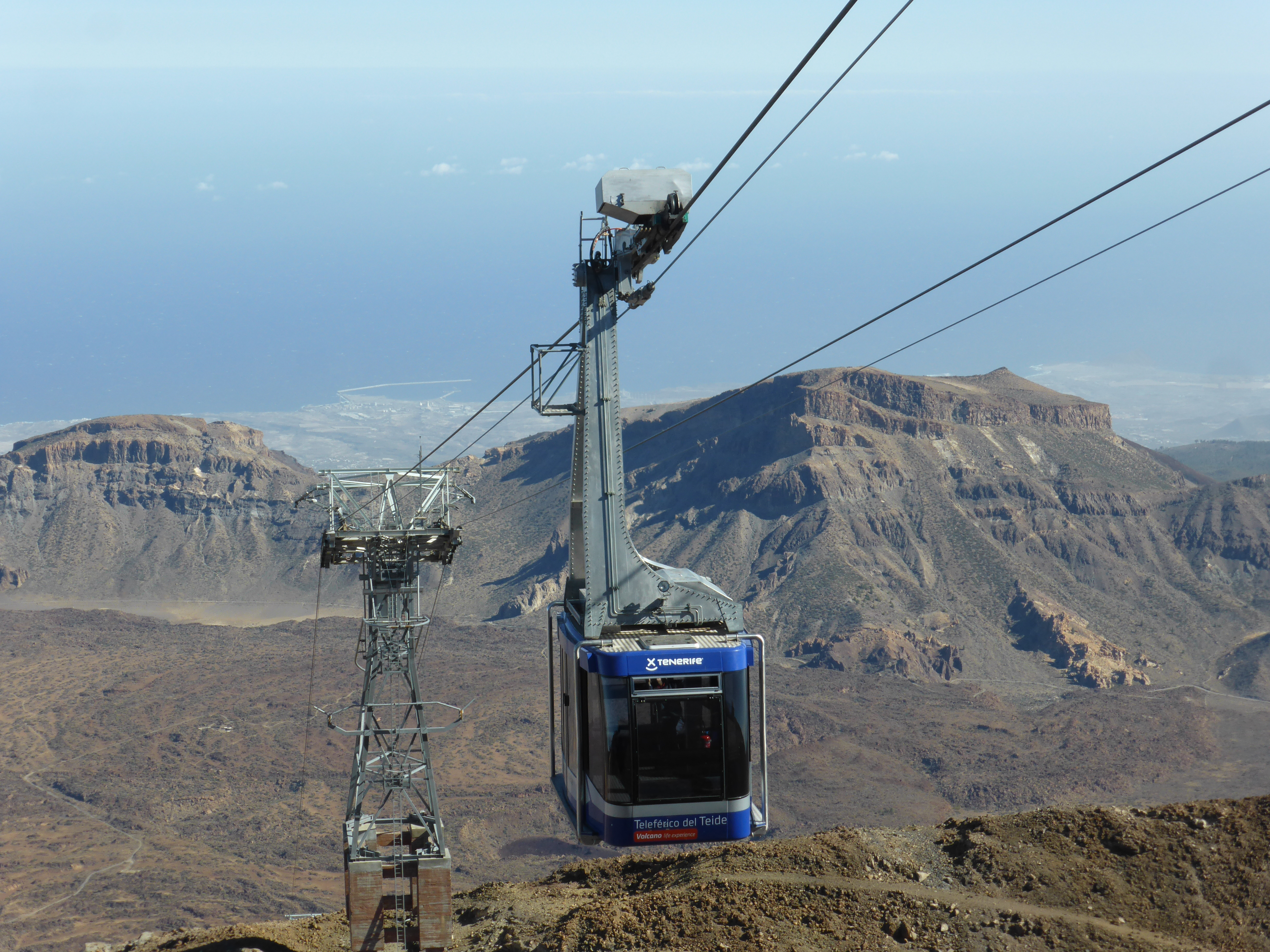
Cabina del Teleférico del Teide.